# Конвой JW-51B
Конвой JW-51B — арктический конвой времён Второй мировой войны.
JW-51B вышел из залива Лох Ю на севере Шотландии 22 декабря 1942 г.  В состав конвоя входило 14 транспортов, груз которых составлял: 202 танка, 2046 прочих транспортных средств, 87 истребителей, 33 бомбардировщика, 11 500 тонн горючего, 12 650 тонн авиационного топлива и свыше 54 000 тонн прочих припасов. Прикрытие конвоя состояло из непосредственного эскорта, сил ближнего прикрытия, и сил дальнего прикрытия союзников.
31 декабря 1942 года конвой, следуя Баренцевым морем, подвергся атаке тяжелых крейсеров немецкого ВМФ Lützow и Admiral Hipper в сопровождении шести эсминцев. Британский эскорт конвоя, состоявший из легких судов, успешно отразил атаку превосходящих сил. 4 января 1943 г. конвой благополучно прибыл в Кольский залив, не потеряв ни одного транспорта.

### Комментарии
1. ↑  После разгрома конвоя PQ-17 летом 1942 года все последующие конвои выходили из Лох Ю
2. ↑  Бой вели лёгкие крейсеры  Sheffield и Jamaica. Исход боя вызвал гневную реакцию Гитлера, едва не окончившуюся ликвидацией всех тяжелых единиц надводного флота Германии.